# Museo Taurino (Sevilla)
El Museo Taurino de Sevilla (Andalucía, España) se encuentra en la plaza de toros. Pertenece a la Real Maestranza de Caballería de Sevilla.

## Historia

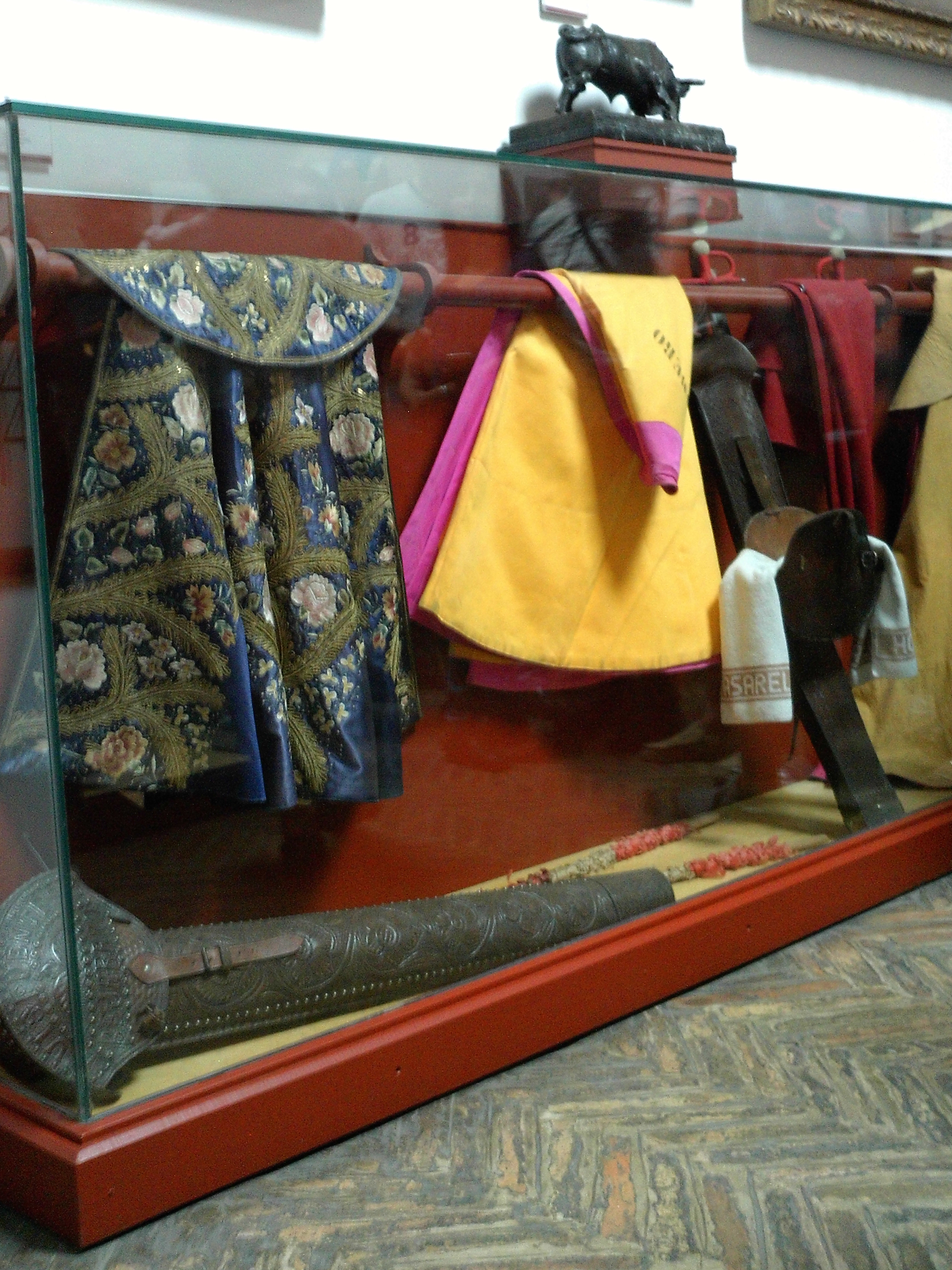
Capote y otros objetos de tauromaquia.

Desde la década de 1940 la Real Maestranza de Caballería de Sevilla fue coleccionando piezas para tener su propio museo taurino en el interior de la plaza de toros. María de las Mercedes de Borbón, madre de Juan Carlos I, inauguró el museo en 1989. En 2002 la Real Maestranza de Caballería adquirió para el museo 500 obras de arte de tauromaquia para este museo de reconocidos autores (Goya, Fortuny, Benlliure y otros). En 2008 los entonces príncipes Felipe y Letizia inauguraron las salas de pinturas y estampas, que se encuentran en otro sector.

## Contenido y salas

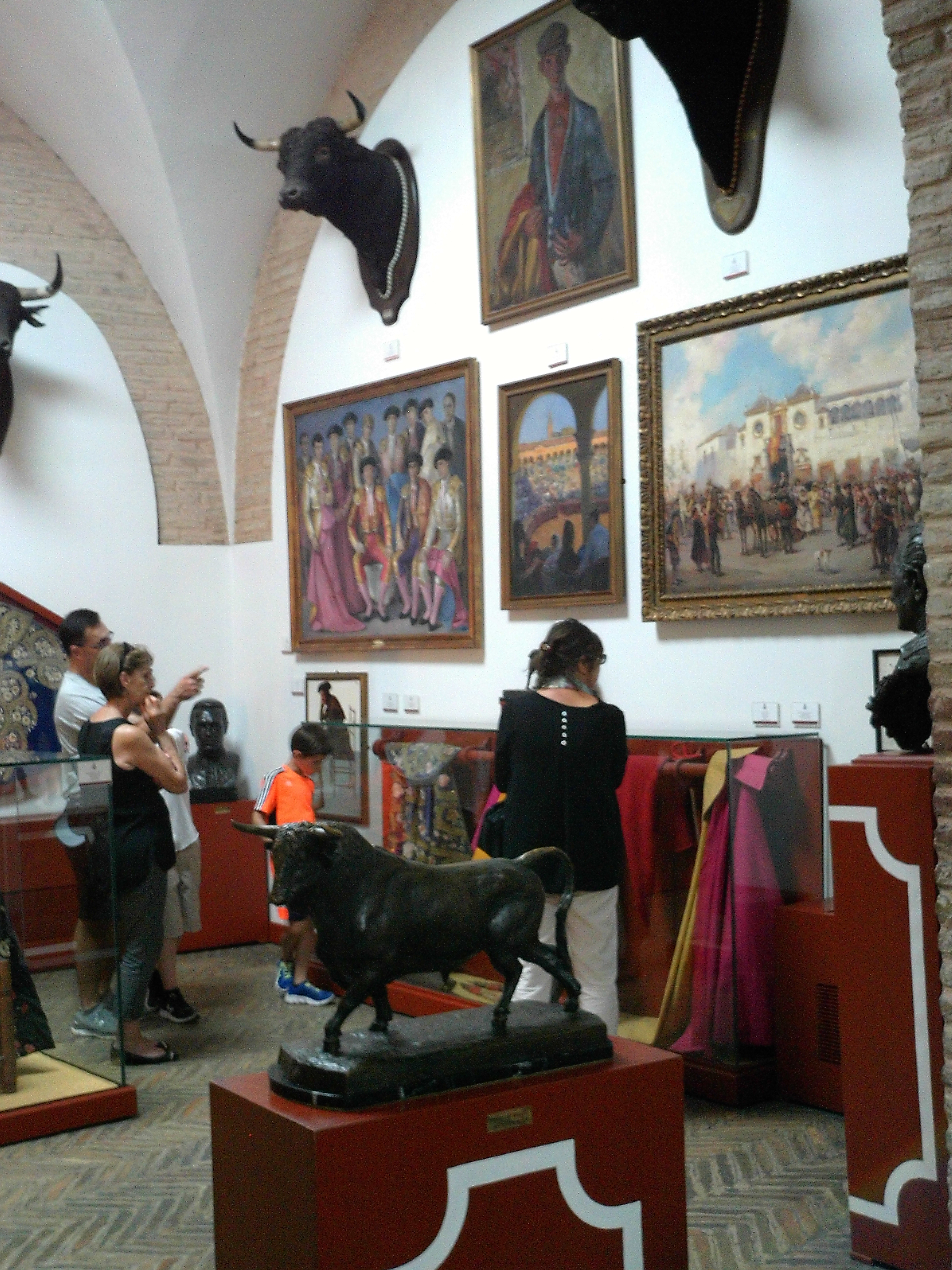
Museo Taurino.

Las salas de pinturas tienen una colección de cuadros de los siglos XVIII, XIX y XX. Los principales cuadros son los del periodo romántico. En ellos aparecen escenas taurinas y del campo. En esta hay obras de autores como José Gutiérrez de la Vega, Eugenio Lucas, José Elbo, Joaquín y Valeriano Domínguez Bécquer, José Jiménez Aranda, Horace Vernet, John Philip, Nicolás Ruiz de Valdivia, Roberto Domingo, Mariano Fortuny y Carmen Laffón entre otros.
La sala de estampas alberga un repertorio de estampas, litografías y grabados de los siglos XVIII y XIX. Esta alberga una de las primeras imágenes de una función de toros de la que se tiene noticia: "Corrida caballeresca", de Juan Stradan (1578). La muestra se abre con una serie completa, de Luis Fernández Noseret (c.1790) y continúa con muestras de la del pintor real Antonio Carnicero (1790), cuya influencia posterior alcanza hasta Goya. Se suceden a continuación estampas pertenecientes a series románticas firmadas por autores europeos como John H. Clark (1813), Victor Adam (c. 1834), Wilhem Gaïl (c. 1835), William Frederick Lake Price (1852), Gustavo Doré (c. 1863) y Pharamond Blanchard (1835).
Este sector también alberga una vitrina con las estampas de la famosa serie "Arte de torear de Pepe Hillo" (1804). Encima hay un retrato anónimo del siglo XVIII del torero Joaquín Rodríguez "Costillares". En el sector también hay doce estampas de la tercera edición de "Tauromaquia" de Francisco de Goya, realizada en París en 1876.
El otro sector comienza con un espacio dedicado a los juegos en los que participaba la nobleza en los siglos XVII y XVIII, y una amplia vitrina con una variada representación de servidores de la plaza en el siglo XVIII: timbaleros, desjarretadores y lanceros. Destaca un cartel en seda de 1740 y un uniforme de maestrante cedido por el infante Carlos de Borbón-Dos Sicilias y de Borbón.
En este sector le sigue la serie de pinturas del siglo XIX "Cogida de muerte de Pepe Illo", de Eugenio Lucas Velázquez (1817- 1870), y un espacio destinado al toreo en época de Juan Belmonte y Joselito el Gallo, con obras en bronce de Mariano Benlliure y otros autores, así como diferentes carteles taurinos.
El final del recorrido alberga diversos objetos del siglo XX usados en el mundo taurino reciente y actual: trajes de toreros, capotes, carteles, cabezas de toros y pinturas de autores contemporáneos.